# Thomas Heinze
Thomas Heinze (Berlín Occidental, 30 de marzo de 1964) es un actor y productor de cine alemán.

## Biografía
Hijo de padre estadounidense y madre holandesa de ascendencia alemana, pasó su infancia en los Estados Unidos; la familia regresó a Alemania en 1973 
De 1983 a 1986, estudió interpretación en la Escuela Otto Falckenberg de Múnich. En 1991, interpretó un papel secundario en la película Homo Faber, de Volker Schlöndorff, y ese mismo año interpretó el papel principal en Allein unter Frauen, de Sönke Wortmann. En 1996 interpretó un papel protagonista en las películas Das Superweib y Charley's Tante. Interpretó a Bakunin en la comedia cinematográfica Frau Rettich, die Czerni und ich (1998, dirigida por Markus Imboden). En 1999 apareció en Der große Bagarozy (dirigida por Bernd Eichinger).
En 2003, fue reportero de televisión en la producción de SAT.1 Das Wunder von Lengede, con Heino Ferch, Heike Makatsch, Jan Josef Liefers y Nadja Uhl. En 2004, interpretó el papel de Rather Short en la comedia Der Wixxer, una parodia de las películas de Edgar Wallace de los años cincuenta y sesenta. En marzo de 2009, Heinze apareció por primera vez como cantante en el programa musical de la ZDF Willkommen bei Carmen Nebel y versionó dos canciones de Harald Juhnke. En marzo de 2022, la ZDF anunció que Heinze asumiría el papel protagonista de Jan-Gregor Kremp en la serie policíaca Der Alte. Los nuevos episodios se rodaron a partir del verano de 2022.
Mantuvo una relación con la también actriz Nina Kronjäger de 1992 a 2002 y tiene un par de gemelos con ella, nacidos en 2003. Actualmente vive con la presentadora estrella de FM Jackie Brown en Berlín. También tiene un hijo con ella. Heinze es piloto de carreras aficionado; compitió como piloto V.I.P. en el Mini Challenge Germany en 2006, 2007 y 2010.

## Filmografía

### Cine
| Año  | Título original                                               | Título                                |
| ---- | ------------------------------------------------------------- | ------------------------------------- |
| 1991 | Homo Faber                                                    | Homo Faber                            |
| 1991 | Allein unter Frauen                                           | Solo entre mujeres                    |
| 1992 | Leise Schatten                                                | Sombras silenciosas                   |
| 1993 | Justiz                                                        | Justicia                              |
| 1993 | Mr. Bluesman                                                  | Sr. Bluesman                          |
| 1994 | Frauen sind was Wunderbares                                   | Las mujeres son algo maravilloso      |
| 1995 | Japaner sind die besseren Liebhaber                           | Los japoneses son mejores amantes     |
| 1996 | Das Superweib                                                 | La supermujer                         |
| 1996 | Sexy Sadie                                                    | Sexy Sadie                            |
| 1998 | Frau Rettich, die Czerni und ich                              | La Sra. Rettich, el Sr. Czerni y yo   |
| 1999 | Sara Amerika                                                  | Sara América                          |
| 1999 | Der große Bagarozy                                            | El gran Bagarozy                      |
| 2000 | Die Abzocker – Eine eiskalte Affäre (The Hustle)              | Los estafadores: Un asunto helado     |
| 2002 | My Father, Rua Alguem 5555                                    | Mi padre, Rua Alguem 5555             |
| 2003 | Paradies – Die Leidenschaft des Paul Gauguin (Paradise Found) | Paraíso - La pasión de Paul Gauguin   |
| 2004 | Autobahnraser                                                 | Corredor de autopista                 |
| 2004 | Der Wixxer                                                    | El Wixxer                             |
| 2007 | Neues vom Wixxer                                              | Noticias de Wixxer                    |
| 2008 | Time of the Comet                                             | Tiempo del cometa                     |
| 2009 | Shoot the Duke                                                | Dispara al duque                      |
| 2009 | Zweiohrküken                                                  | Pollito de dos oídos                  |
| 2011 | Die Superbullen                                               | Los super polis                       |
| 2013 | Quellen des Lebens                                            | Fuentes de vida                       |
| 2016 | Vier gegen die Bank                                           | Cuatro contra el banco                |
| 2019 | Die drei !!!                                                  | Las tres !!!                          |
| 2019 | Totengebet                                                    | Oración fúnebre                       |
| 2020 | Die Hochzeit                                                  | La boda                               |
| 2021 | Sportabzeichen für Anfänger                                   | Insignia deportiva para principiantes |

### Televisión
| Año        | Título original                                                                       | Título                                                                                               |
| ---------- | ------------------------------------------------------------------------------------- | --- |
| 1988       | Kampf der Tiger (Fernsehserie)                                                        | La lucha de los tigres (Serie de televisión)                                                         |
| 1988       | Der Teufel und seine zwei Töchter (Fernsehfilm)                                       | El diablo y sus dos hijas (Película para televisión)                                                 |
| 1988       | Wilder Westen inclusive (Fernsehdreiteiler, 2 Folgen)                                 | Salvaje Oeste incluido (Miniserie de televisión, 2 Episodios)                                        |
| 1989       | Schwarzenberg (Fernsehzweiteiler)                                                     | Schwarzenberg (Miniserie de televisión)                                                              |
| 1990       | Eine Wahnsinnsehe (Fernsehfilm)                                                       | Un matrimonio loco (Película para televisión)                                                        |
| 1993       | Dann eben mit Gewalt (Fernsehfilm)                                                    | Entonces, por la fuerza (Película para televisión)                                                   |
| 1996       | Charley’s Tante (Fernsehfilm)                                                         | La tía de Charley (Película para televisión)                                                         |
| 1997       | Geisterstunde – Fahrstuhl ins Jenseits (Fernsehfilm)                                  | Hora de los fantasmas: Ascensor al más allá (Película para televisión)                               |
| 1997       | Tatort: Eulenburg (Fernsehreihe)                                                      | Lugar del crimen: Eulenburg (Serie de televisión)                                                    |
| 1999       | Traumfrau mit Nebenwirkungen (Fernsehfilm)                                            | Mujer ideal con efectos secundarios (Película para televisión)                                       |
| 1999       | Mörderische Abfahrt – Skitour in den Tod (Fernsehfilm)                                | Descenso mortal: Excursión de esquí hacia la muerte (Película para televisión)                       |
| 2000       | 20.13 – Mord im Blitzlicht (Fernsehfilm)                                              | 20.13 - Asesinato bajo los reflectores (Película para televisión)                                    |
| 2000       | Laila – Unsterblich verliebt (Fernsehfilm)                                            | Laila - Enamorada e inmortal (Película para televisión)                                              |
| 2001       | Die Kreuzritter – The Crusaders (Fernsehzweiteiler)                                   | Los cruzados - The Crusaders (Miniserie de televisión)                                               |
| 2002       | Was ist bloß mit meinen Männern los? (Fernsehfilm)                                    | ¿Qué les pasa a mis hombres? (Película para televisión)                                              |
| 2002       | Auch Engel wollen nur das Eine (Fernsehfilm)                                          | Incluso los ángeles solo quieren una cosa (Película para televisión)                                 |
| 2002       | Therapie und Praxis (Fernsehfilm)                                                     | Terapia y práctica (Película para televisión)                                                        |
| 2003       | Im Visier des Bösen (Entrusted, Fernsehfilm)                                          | En la mira del mal (Película para televisión)                                                        |
| 2003       | Das Wunder von Lengede (Fernsehzweiteiler)                                            | El milagro de Lengede (Miniserie de televisión)                                                      |
| 2004       | Typisch Mann! (Fernsehserie)                                                          | Típicamente hombre! (Serie de televisión)                                                            |
| 2005       | Verführung für Anfänger (Fernsehfilm)                                                 | Seducción para principiantes (Película para televisión)                                              |
| 2005       | Ich bin ein Berliner (Fernsehfilm)                                                    | Soy un berlinés (Película para televisión)                                                           |
| 2006       | Der letzte Zeuge (Fernsehserie, Folge Späte Liebe)                                    | El último testigo: Amor tardío (Serie de televisión, Episodio: Späte Liebe)                          |
| 2007       | Der Fürst und das Mädchen (Fernsehserie, 11 Folgen)                                   | El príncipe y la chica (Serie de televisión, 11 Episodios)                                           |
| 2007       | Tatort: Das Ende des Schweigens                                                       | Lugar del crimen: El fin del silencio                                                                |
| 2007       | Marie Brand (Fernsehreihe)                                                            | Marie Brand (Serie de televisión)                                                                    |
| 2007       | Inga Lindström: Hannas Fest (Fernsehreihe)                                            | Inga Lindström: La fiesta de Hanna (Serie de televisión)                                             |
| 2008       | 40+ sucht neue Liebe (Fernsehfilm)                                                    | Más de 40 buscando amor nuevo (Película para televisión)                                             |
| 2008       | Krimi.de (Fernsehserie, 2 Folgen)                                                     | Krimi.de (Serie de televisión, 2 Episodios)                                                          |
| 2009       | Im Spessart sind die Geister los (Fernsehfilm)                                        | En Spessart los fantasmas están sueltos (Película para televisión)                                   |
| 2009-10    | Aghet – Ein Völkermord (Fernsehfilm)                                                  | Aghet - Un genocidio (Película para televisión)                                                      |
| 2010       | Bella Vita (Fernsehfilm)                                                              | Bella Vita (Película para televisión)                                                                |
| 2010       | Bollywood lässt Alpen glühen (Fernsehfilm)                                            | Bollywood hace brillar a los Alpes (Película para televisión)                                        |
| 2010       | Tatort: Keine Polizei                                                                 | Lugar del crimen: Sin policía                                                                        |
| 2011       | Der Blender (Fernsehfilm)                                                             | El estafador (Película para televisión)                                                              |
| 2012       | Bella Australia (Fernsehfilm)                                                         | Bella Australia (Película para televisión)                                                           |
| 2012       | Tatort: Borowski und der freie Fall                                                   | Lugar del crimen: Borowski y la caída libre                                                          |
| 2012       | Katie Fforde: Sommer der Wahrheit (Fernsehreihe)                                      | Katie Fforde: Verano de verdad (Serie de televisión)                                                 |
| 2012       | Sommer in Rom (Fernsehfilm)                                                           | Verano en Roma (Película para televisión)                                                            |
| 2012       | Der Minister (Fernsehfilm)                                                            | El ministro (Película para televisión)                                                               |
| 2013       | Der Kriminalist (Fernsehserie, Folge Vergeltung)                                      | El criminalista: Venganza (Serie de televisión, Episodio: Vergeltung)                                |
| 2013       | Bella Familia – Umtausch ausgeschlossen (Fernsehreihe)                                | Bella Familia - No se aceptan devoluciones (Serie de televisión)                                     |
| 2013       | Lügen und andere Wahrheiten (Fernsehfilm)                                             | Mentiras y otras verdades (Película para televisión)                                                 |
| 2013       | Tatort – Wer Wind erntet, sät Sturm!                                                  | Lugar del crimen - Quien siembra viento, recoge tempestades                                          |
| 2013       | Blochin – Die Lebenden und die Toten (Fernsehserie, 5 Folgen)                         | Blochin - Los vivos y los muertos (Serie de televisión, 5 Episodios)                                 |
| 2014       | Der Staatsanwalt (Fernsehserie, Folge Mord nach Mitternacht)                          | El fiscal: Asesinato después de la medianoche (Serie de televisión, Episodio: Mord nach Mitternacht) |
| 2015       | Alarm für Cobra 11 – Die Autobahnpolizei (Fernsehserie, Folge Cobra, übernehmen Sie!) | Alerta Cobra 11 - La policía de autopistas (Serie de televisión, Episodio: Cobra, asuma el control)  |
| 2015       | Tatort: Ein Fuß kommt selten allein                                                   | Lugar del crimen: Un pie rara vez viene solo                                                         |
| 2016       | Tatort: Wir – Ihr – Sie                                                               | Lugar del crimen: Nosotros - Ustedes - Ellos                                                         |
| 2016       | SOKO Leipzig (Fernsehserie, Folge Wer Wind sät)                                       | SOKO Leipzig (Serie de televisión, Episodio: Wer Wind sät)                                           |
| 2016       | Ein starkes Team: Vergiftet (Fernsehreihe)                                            | Un equipo fuerte: Envenenado (Serie de televisión)                                                   |
| 2016       | Ein schrecklich reiches Paar (Fernsehfilm)                                            | Una pareja terriblemente rica (Película para televisión)                                             |
| 2016       | Die Firma dankt (Fernsehfilm)                                                         | La empresa agradece (Película para televisión)                                                       |
| 2017       | Kommissarin Lucas – Löwenherz (Fernsehreihe)                                          | Comisaria Lucas - Corazón de león (Serie de televisión)                                              |
| 2017       | Der gute Bulle (Fernsehreihe)                                                         | El buen policía (Serie de televisión)                                                                |
| 2017       | SOKO Leipzig (Fernsehserie, verschiedene Rollen, 2 Folgen)                            | SOKO Leipzig (Serie de televisión, varios roles, 2 Episodios)                                        |
| 2017       | Chaos-Queens: Ehebrecher und andere Unschuldslämmer (Fernsehreihe)                    | Chaos-Queens: Adúlteros y otros corderos inocentes (Serie de televisión)                             |
| 2017       | Katie Fforde – Familie auf Bewährung                                                  | Katie Fforde - Familia en libertad condicional                                                       |
| 2017       | Letzte Spur Berlin (Fernsehserie, Folge Bonuszahlung)                                 | Última pista en Berlín (Serie de televisión, Episodio: Bonuszahlung)                                 |
| 2017       | Professor T. (Fernsehserie, Folge Lügen)                                              | Profesor T. (Serie de televisión, Episodio: Mentiras)                                                |
| 20,172,019 | Was wir wussten – Risiko Pille (Fernsehfilm)                                          | Lo que sabíamos - Riesgo de pastilla (Película para televisión)                                      |
| 2018       | Blochin – Das letzte Kapitel (Fernsehfilm)                                            | Blochin - El último capítulo (Película para televisión)                                              |
| 2018       | Um Himmels Willen (Fernsehserie)                                                      | Por el amor de Dios (Serie de televisión)                                                            |
| 2019       | Die Diplomatin (Kriminalfilmserie, Folge Mord in St. Petersburg)                      | La diplomática (Serie de cine policiaco, Episodio: Mord in St. Petersburg)                           |
| 2019       | Tatort: Vier Jahre – (Fernsehreihe)                                                   | Lugar del crimen: Cuatro años                                                                        |
| 2019       | Die Kanzlei (Fernsehserie, Folge Bruchtest)                                           | La oficina de abogados (Serie de televisión, Episodio: Bruchtest)                                    |
| 2019       | Rosamunde Pilcher – Liebe und andere Schätze (Fernsehreihe)                           | Rosamunde Pilcher - Amor y otros tesoros (Serie de televisión)                                       |
| 2021       | Der Alte (Fernsehserie, Folge Tod am Kliff)                                           | El viejo (Serie de televisión, Episodio: Tod am Kliff)                                               |
| 2021       | Miss Merkel – Ein Uckermark-Krimi (Fernsehfilm)                                       | Miss Merkel - Un crimen de Uckermark (Película para televisión)                                      |
| 2022       | Der Alte (Fernsehserie)                                                               | El viejo (Serie de televisión)                                                                       |
| 2025       | Weiss & Morales                                                                       | Markus von Günten                                                                                    |